# Aeroportul Victoria Inner Harbour
Aeroportul Victoria Inner Harbour (IATA: YWH, ICAO: CYWH) este un aeroport din Columbia Britanică, Canada ce deservește zona Victoria. Aeroportul a fost tranzitat în 2017 de 235.137 de pasageri. A fost numit după zona deservită.
Situat la o altitudine de 0 m, aeroportul dispune de o singură pistă. Este operat de Nav Canada⁠(d).